# Tyler Zeller

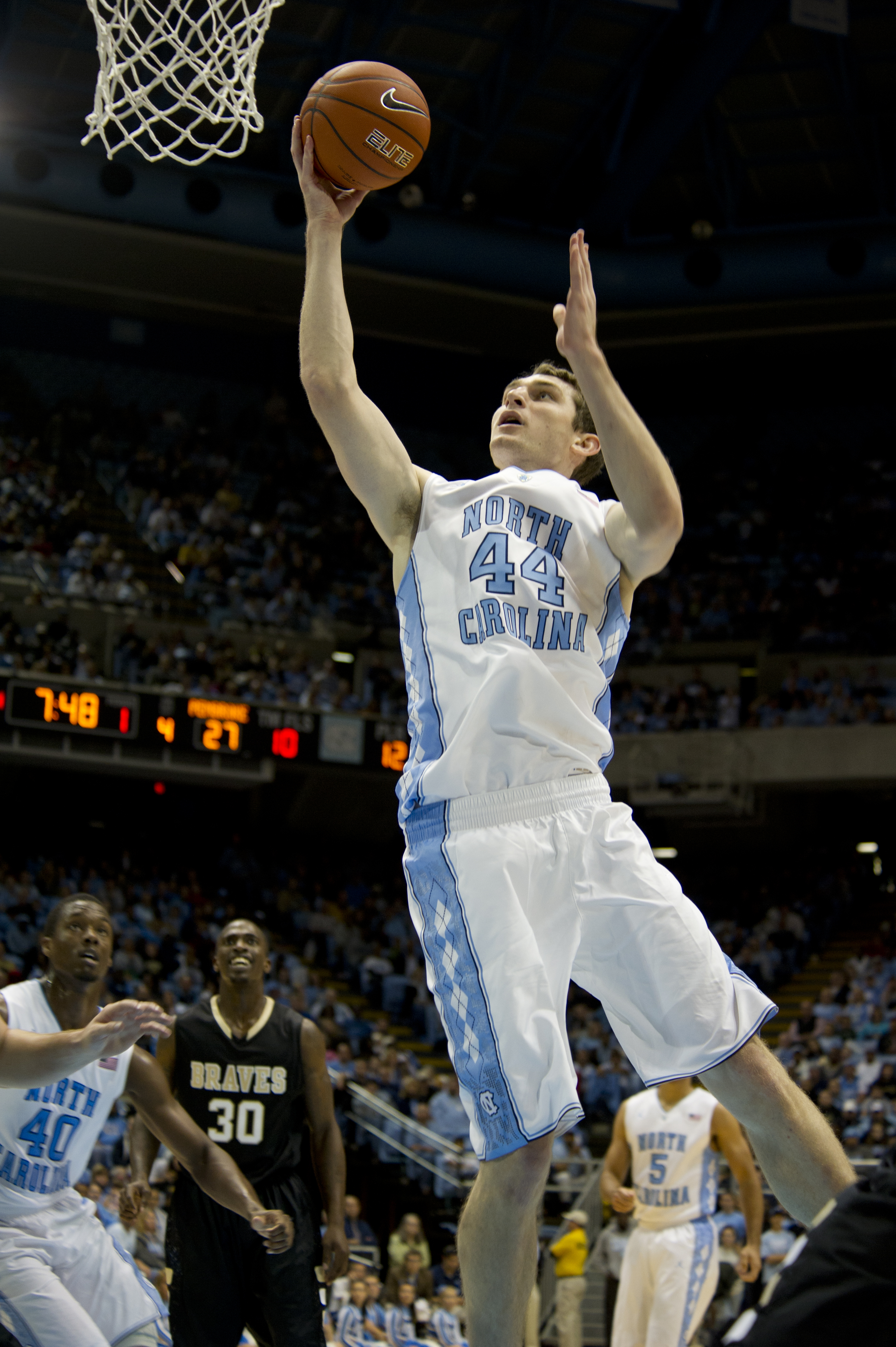
Tyler Zeller, 2011.

Tyler Paul Zeller, född 17 januari 1990 i Visalia i Kalifornien, är en amerikansk före detta professionell basketspelare (C) som tillbringade åtta säsonger (2012–2020) i den nordamerikanska basketligan National Basketball Association (NBA), där han spelade för Cleveland Cavaliers, Boston Celtics, Brooklyn Nets, Milwaukee Bucks, Atlanta Hawks, Memphis Grizzlies och San Antonio Spurs.
Under sin NBA-karriär gjorde Zeller 2 873 poäng (2,9 poäng per match), 367 assists samt 1 820 rebounds, räddningar från att bollen ska hamna i nätkorgen, på 414 grundspelsmatcher.
Han draftades av Dallas Mavericks i första rundan i 2012 års draft som 17:e spelare totalt.
Innan Zeller blev proffs studerade han vid University of North Carolina at Chapel Hill och spelade för deras idrottsförening North Carolina Tar Heels.
Han är bror till Cody Zeller och Luke Zeller samt systerson till Al Eberhard.